# Список об'єктів Світової спадщини ЮНЕСКО в СРСР
За весь час існування СРСР у список Всесвітньої спадщини ЮНЕСКО були включені п'ять об'єктів на території цієї країни. 12 жовтня 1988 року Союз Радянських Соціалістичних Республік ратифікував Конвенцію про охорону всесвітньої культурної та природної спадщини. Перші об'єкти, що розташовані на території СРСР, були занесені в список в грудні 1990 року на 14-й сесії Комітету всесвітньої спадщини ЮНЕСКО. Тоді в список були занесені п'ять найменувань об'єктів, що розміщені в різних містах і селищах СРСР. У наступні роки планувалося розширити цей список іншими об'єктами на території величезної країни, але через рівно рік, в грудні 1991 року СРСР остаточно розпався.
| # | Фото | Назва                                                                                 | Місцеположення             | Рік внесення до списку | №     | Критерій       |
| - | ---- | ------------------------------------------------------------------------------------- | -------------------------- | ---------------------- | ----- | -------------- |
| 1 |      | Київ: Софійський собор та пов'язані з ним монастирські будівлі, Києво-Печерська лавра | Українська РСР Київ        | 1990                   | № 527 | i, ii, iii, iv |
| 2 |      | Історичний центр Ленінграда і пов'язані з ним комплекси пам'яток                      | Російська РФСР Ленінград   | 1990                   | № 540 | i, ii, iv, vi  |
| 3 |      | Ічан-Кала                                                                             | Узбецька РСР Хіва          | 1990                   | № 543 | iii, iv, v     |
| 4 |      | Погост Кижі                                                                           | Російська РФСР Острів Кижі | 1990                   | № 544 | i, iv, v       |
| 5 |      | Московський Кремль и Красна площа                                                     | Російська РФСР Москва      | 1990                   | № 545 | i, ii, iv, vi  |